# Ibagué
Ibagué es un municipio colombiano ubicado en el centro-occidente de Colombia, sobre la Cordillera Central de los Andes entre el Cañón del Combeima y el Valle del Magdalena, en cercanías del Nevado del Tolima. Es la capital del departamento de Tolima. Se encuentra a una altitud promedio de 1285 m s. n. m. Fue fundada el 14 de octubre de 1550 por el capitán español Andrés López de Galarza como Villa de San Bonifacio de Ibagué del Valle de las Lanzas, lo que la convierte en una de las ciudades más antiguas de América. Por ser una capital departamental, alberga la Gobernación del Tolima, el Palacio de Justicia, la Asamblea Departamental, la sede departamental de la Fiscalía General de la Nación. Es el principal epicentro político, industrial, comercial, cultural, financiero del departamento.
Es llamada La Capital Musical de Colombia, título que le otorgó el francés Conde Alexis de Gabriac en sus crónicas de viaje publicadas en Europa hacia 1868 quien quedó sorprendido con el ambiente musical en la ciudad, sus coloridos murales de los edificios del centro y el Conservatorio del Tolima, considerado como una de las escuelas de música más importantes en el país. Desde 1959 la ciudad es sede del Festival Folclórico Colombiano en el mes de junio, una de las muestras culturales más importantes de Colombia. Monumentos alusivos a la música se encuentran dispersos en la ciudad, plazoletas, eventos, conciertos, teatros, hacen de la ciudad una "Capital Musical".

## Toponimia
En sus inicios fundacionales fue conocida como "Valle de las Lanzas", pero luego pasó a ser llamada Ibagué. Algunos creen que en honor a un cacique local y otros creen que en honor a la princesa caritativa Igahé.

## Símbolos

### Himno de Ibagué
El himno de Ibagué es letra de Jorge Arturo Villegas y la música de Edna Victoria Boada, presentado el 20 de noviembre del 2011 en el día nacional de la música de Colombia.

## Historia

### Conquista
Los primeros expedicionarios llegaron a un lugar que llamaron “El Valle de las Lanzas”, donde fueron detenidos y desviados por las tribus nativas, que negaron el paso al conquistador, iniciando ahí una cruel guerra que duraría sesenta años y costaría cuatro mil hombres españoles y cuarenta mil indios. Dirigieron la resistencia indígena Titamo, el cacica de Ambi-Ana, gobernante de la cuenca del río Coello, y el cacica de Cucú-Ana, Quicuima, gobernante de la cuenca del río Cucuana, quienes hostigaron y combatieron en varios encuentros el paso de Andrés López de Galarza, miembro de la real cámara de Castilla en Madrid, tesorero de la real audiencia y hermano del Oidor de la Real Audiencia de Santa Fe, Juan López de Galarza. El continuo ataque de los nativos, obligó a López de Galarza a pedir refuerzos que llegaron al mando del Capitán Melchor Valdés, «...pues compraban cada palmo de tierra que iban ganando con sangre y vida de soldados e indios amigos que llevaban de servicio.» (Fray Pedro Simón)
Sin hacer diferencia fueron obligados a trasladarse hasta alcanzar una apartada meseta en la región llamada Ana-Ima (Anaime) territorios Kala-ana. Allí fue fundada la villa de San Bonifacio de Ibagué el 14 de octubre de 1550 por el capitán español Andrés López de Galarza. Pero los constantes ataques de los pijaos, comandados por el Cacique Calarcá, motivan su traslado a orillas del río Combeima el 7 de febrero de 1551, sitio que actualmente ocupa. Para el año 1562 el encomendero del fuerte de San Bonifacio, Capitán Domingo Lozano, inicia desde Ibagué la pacificación de los pijao de “Toribio de los Paeces” con la colaboración de Diego de Bocanegra y su campaña exitosa fue premiada con la encomienda de los Paeces. Hasta principios del siglo XVII y para 1602 Ibagué no fue más que un fuerte conquistador para la protección de la encomienda de Gaspar Rodríguez del Olmo bajo el asedio de los nativos pijao. El 28 de octubre de 1602 se produjo un asalto pijao para recuperar algunas indias que habían sido secuestradas por los conquistadores para su servidumbre en el fuerte de San Bonifacio. Luego por las continuas quejas de los regentes del fuerte de San Bonifacio de Ibagué, la Real Audiencia de Santa Fe decreta por Auto del 22 de noviembre de 1602: Esclavos a los pijao por diez años, momento para el cual Ibagué alcanzas importancia militar como la vanguardia para la guerra contra estas gentes. Las primeras campañas desde este fuerte las realiza sin mayor éxito Gaspar Rodríguez del Olmo entre junio y agosto de 1603. Muchos capítulos de guerra enmarcan a Ibagué entre los años 1603 a 1609 con hechos históricos como los asaltos pijao dirigidos por el mohán y cacica de Kimba-Ana Calarcá sobre el fuerte de San Bonifacio.

### Virreinato
En el virreinato la ciudad de Ibagué se pierde bajo la seguridad de una pequeña villa de súbditos de la Corona española en poblados de criollos, mestizos y castizos usados para la explotación de las encomiendas. Para el caso de Ibagué correspondía a la explotación minera de oro de aluvión del río Combeima que se benefició hasta ser agotada. Esta región es rica en yacimientos de este metal por su localización frente a los volcanes: Nevado del Tolima y Cerro Machín. Durante el virreinato, en la región tuvo mayor preeminencia Mariquita, por ser el lugar de acopio de las explotaciones de oro de la región al ser escogido por la Corona española por su situación geográfica y la riqueza de sus minas de oro y plata además de ser el punto de partida del camino que se usó durante más de dos siglos para subir a Santa Fe y a otros poblados. En 1782, el científico español José Celestino Mutis, dentro del programa de la Expedición Botánica que tenía sede en Mariquita, visitó Ibagué y adelantó algunos estudios sobre la flora del lugar.

### República
Entre 1857 y 1887, con el caos político imperante, se agudizaron las pugnas de los centros urbanos más prósperos de turno por ser la sede del gobierno estatal. Durante estos treinta años Natagaima, Purificación, Guamo, Ibagué y Honda llegaron a ser capitales. En 1854 se reunió en Ibagué el Congreso Nacional bajo la presidencia de los senadores Pedro Fernández Madrid y Salvador Camacho Roldán, para juzgar al presidente José María Obando y encargar del poder ejecutivo al vicepresidente José de Obaldía ocurrió esto en el Edificio Nacional donde se convocó años atrás en 1811, el Congreso de las provincias unidas de la Nueva Granada presidido por Camilo Torres Tenorio, denominado "el verbo de la revolución" y hoy están las oficinas de la Dirección de Impuestos Nacionales. En tales condiciones, Ibagué fue capital de la República en 1854. Ibagué tomó la delantera solamente a partir de la década de 1880, cuando aumenta su población debido a las migraciones causadas por el atractivo auge minero que se dio en la periferia montañosa. Se activa su economía y en 1887 es declarada capital del Tolima Grande y en 1905 del actual Tolima y sede del gobierno eclesiástico y donde resaltan personajes como Tulio Varón general de las fuerzas revolucionarias liberales, que defendieron de los ataques de los conservadores en la Guerra de los Mil Días en el valle del Tolima que para la época llamaban “El Plan del Tolima”.
Después de 1930 da el primer salto brusco en su crecimiento demográfico e inicia su lenta transformación de villa a ciudad. El siguiente incremento notable de población ocurre a mediados del siglo XX con el éxodo campesino que provocó el fenómeno conocido como "La Violencia", caracterizada por el enfrentamiento entre los dos partidos históricos colombianos, vivida con especial intensidad en la región.

## Geografía
El municipio de Ibagué está enclavado en la vertiente oriental de la cordillera central de Colombia, en el nacimiento de un amplio valle formado por el río Coello y su afluente el río Combeima, que toma sus aguas de las cimas nevadas del Nevado del Tolima, que forma parte del parque nacional natural Los Nevados de Colombia, que en buena parte se encuentra en el territorio municipal de Ibagué. Por estar situado en la región del ecuador terrestre, no presenta ciclo estacional, pero su área rural disfruta de todos los niveles térmicos de montaña, con cumbres nevadas como el Nevado del Tolima a 5300 m s. n. m. llegando a temperaturas bajo cero y también zonas calurosas en amplios valles por debajo de los 800 metros de altitud en cercanías del río Magdalena que alcanzan valores térmicos superiores a los 30 °C.

### Hidrografía
El territorio de Ibagué es atravesado por los siguientes ríos: Combeima, Cocora, Ambalá, Chipalo, Alvarado, Opia, Piedras, Coello y La China.

### Límites geográficos
Ibagué está delimitada por los siguientes municipios, siendo al noroeste con el Quindío.
| Noroeste: Salento ( Quindío) (Parque nacional natural Los Nevados) | Norte: Anzoátegui (Río La China)                 | Nordeste: Alvarado                     |
| Oeste: Cajamarca                                                   |                                                  | Este: Piedras                          |
| Suroeste: Rovira (Río Coello)                                      | Sur: Límite entre Rovira y San Luis (Río Coello) | Sureste: San Luis, (Río Coello) Coello |

### Clima
Valores meteorológicos y de temperatura de Ibagué registrados en la estación meteorológica del Aeropuerto Perales.
| Parámetros climáticos promedio de Ibagué, Colombia (Aeropuerto Perales), normales 1981-2010 | Parámetros climáticos promedio de Ibagué, Colombia (Aeropuerto Perales), normales 1981-2010 | Parámetros climáticos promedio de Ibagué, Colombia (Aeropuerto Perales), normales 1981-2010 | Parámetros climáticos promedio de Ibagué, Colombia (Aeropuerto Perales), normales 1981-2010 | Parámetros climáticos promedio de Ibagué, Colombia (Aeropuerto Perales), normales 1981-2010 | Parámetros climáticos promedio de Ibagué, Colombia (Aeropuerto Perales), normales 1981-2010 | Parámetros climáticos promedio de Ibagué, Colombia (Aeropuerto Perales), normales 1981-2010 | Parámetros climáticos promedio de Ibagué, Colombia (Aeropuerto Perales), normales 1981-2010 | Parámetros climáticos promedio de Ibagué, Colombia (Aeropuerto Perales), normales 1981-2010 | Parámetros climáticos promedio de Ibagué, Colombia (Aeropuerto Perales), normales 1981-2010 | Parámetros climáticos promedio de Ibagué, Colombia (Aeropuerto Perales), normales 1981-2010 | Parámetros climáticos promedio de Ibagué, Colombia (Aeropuerto Perales), normales 1981-2010 | Parámetros climáticos promedio de Ibagué, Colombia (Aeropuerto Perales), normales 1981-2010 | Parámetros climáticos promedio de Ibagué, Colombia (Aeropuerto Perales), normales 1981-2010 |
| Mes                                                                                         | Ene.                                                                                        | Feb.                                                                                        | Mar.                                                                                        | Abr.                                                                                        | May.                                                                                        | Jun.                                                                                        | Jul.                                                                                        | Ago.                                                                                        | Sep.                                                                                        | Oct.                                                                                        | Nov.                                                                                        | Dic.                                                                                        | Anual                                                                                       |
| ------------------------------------------------------------------------------------------- | ------------------------------------------------------------------------------------------- | ------------------------------------------------------------------------------------------- | ------------------------------------------------------------------------------------------- | ------------------------------------------------------------------------------------------- | ------------------------------------------------------------------------------------------- | ------------------------------------------------------------------------------------------- | ------------------------------------------------------------------------------------------- | ------------------------------------------------------------------------------------------- | ------------------------------------------------------------------------------------------- | ------------------------------------------------------------------------------------------- | ------------------------------------------------------------------------------------------- | ------------------------------------------------------------------------------------------- | ------------------------------------------------------------------------------------------- |
| Temp. máx. abs. (°C)                                                                        | 34.4                                                                                        | 35.4                                                                                        | 34.4                                                                                        | 34.2                                                                                        | 33.2                                                                                        | 33.6                                                                                        | 35.0                                                                                        | 36.4                                                                                        | 36.0                                                                                        | 34.8                                                                                        | 31.9                                                                                        | 34.2                                                                                        | 36.4                                                                                        |
| Temp. máx. media (°C)                                                                       | 28.8                                                                                        | 29.1                                                                                        | 28.8                                                                                        | 28.2                                                                                        | 28.2                                                                                        | 28.9                                                                                        | 29.8                                                                                        | 30.8                                                                                        | 29.9                                                                                        | 28.2                                                                                        | 27.5                                                                                        | 28.0                                                                                        | 28.8                                                                                        |
| Temp. media (°C)                                                                            | 23.8                                                                                        | 24.2                                                                                        | 24.0                                                                                        | 23.7                                                                                        | 23.8                                                                                        | 24.1                                                                                        | 24.5                                                                                        | 25.2                                                                                        | 24.6                                                                                        | 23.5                                                                                        | 23.1                                                                                        | 23.3                                                                                        | 24.0                                                                                        |
| Temp. mín. media (°C)                                                                       | 18.8                                                                                        | 19.3                                                                                        | 19.3                                                                                        | 19.3                                                                                        | 19.3                                                                                        | 19.1                                                                                        | 18.9                                                                                        | 19.2                                                                                        | 19.0                                                                                        | 19.0                                                                                        | 19.0                                                                                        | 18.9                                                                                        | 19.1                                                                                        |
| Temp. mín. abs. (°C)                                                                        | 15.3                                                                                        | 15.2                                                                                        | 14.8                                                                                        | 15.6                                                                                        | 16.2                                                                                        | 15.2                                                                                        | 15.2                                                                                        | 10.6                                                                                        | 14.4                                                                                        | 16.0                                                                                        | 15.2                                                                                        | 15.4                                                                                        | 10.6                                                                                        |
| Lluvias (mm)                                                                                | 86.5                                                                                        | 109.1                                                                                       | 138.2                                                                                       | 227.1                                                                                       | 228.2                                                                                       | 110.6                                                                                       | 75.9                                                                                        | 78.2                                                                                        | 149.9                                                                                       | 205.6                                                                                       | 173.7                                                                                       | 108.6                                                                                       | 1691.6                                                                                      |
| Días de lluvias (≥ 1 mm)                                                                    | 12                                                                                          | 13                                                                                          | 16                                                                                          | 20                                                                                          | 19                                                                                          | 12                                                                                          | 10                                                                                          | 10                                                                                          | 14                                                                                          | 19                                                                                          | 19                                                                                          | 14                                                                                          | 178                                                                                         |
| Horas de sol                                                                                | 179.8                                                                                       | 144.1                                                                                       | 139.5                                                                                       | 138.0                                                                                       | 155.0                                                                                       | 168.0                                                                                       | 192.2                                                                                       | 195.3                                                                                       | 180.0                                                                                       | 158.1                                                                                       | 141.0                                                                                       | 164.3                                                                                       | 1955.3                                                                                      |
| Humedad relativa (%)                                                                        | 77                                                                                          | 77                                                                                          | 79                                                                                          | 81                                                                                          | 81                                                                                          | 77                                                                                          | 70                                                                                          | 66                                                                                          | 72                                                                                          | 80                                                                                          | 83                                                                                          | 81                                                                                          | 77                                                                                          |
| Fuente: Instituto de Hidrologia Meteorología y Estudios Ambientales                         |                                                                                             |                                                                                             |                                                                                             |                                                                                             |                                                                                             |                                                                                             |                                                                                             |                                                                                             |                                                                                             |                                                                                             |                                                                                             |                                                                                             |                                                                                             |

### Medio ambiente
La carga de sedimentos en suspensión en las aguas fluviales está generando problemas similares en la mayor parte de los países de América Latina. Esta situación se vuelve crítica a nivel de las tomas para el abastecimiento urbano. En Colombia la situación es particularmente problemática en Ibagué, ubicada en el piedemonte de la Cordillera Central y en Popayán, en el sur, ciudades que dependen de ríos de carácter torrencial para su abastecimiento de agua y para la generación de energía hidroeléctrica. El cauce de estos ríos se está llenando de sedimentos a gran ritmo.
Desde 1991, la ciudad de Ibagué brinda los servicios básicos directamente a la mayoría de la población: una dotación de agua potable de 324 l/hab/día y una cobertura de alcantarillado que alcanza al 78 % de sus habitantes. La red de alcantarillado colecta las aguas residuales y de lluvia en forma combinada, las cuales son vertidas a los ríos sin ningún tratamiento previo, por lo que genera problemas ambientales y de salud a los habitantes de la zona. Ibagué es la mayor urbe de la cuenca y aporta casi el 50 % de los 1,5 m³/s de aguas residuales que se descargan a los ríos. Actualmente se está construyendo una planta de lodos activados con capacidad para 120 l/s.

### Contaminación
Debido a que Ibagué es una de las ciudades con más cantidad de vehículos en Colombia y a la dependencia de los automóviles y autobuses como medio de transporte principal, la ciudad es una de las más contaminadas y las que más contaminación atmosférica en leves formas de esmog posee. Esto y su cantidad de minas industriales y fábricas, hacen que los cuerpos gobernantes y autoridades den a implementar diariamente el pico y placa en la ciudad, siendo este un programa de restricción vehicular implementado en las grandes ciudades del país y en algunas ciudades de Ecuador y Venezuela. Además de estas acciones, se encuentra la que mejor resultados arrojó en materia de contaminación en medición de niveles de ruido, material particulado y contaminación de fuentes móviles: el "Día sin Carro y sin Moto", medida que ha sido implementada en las ciudades con mayor flujo vehicular del país como lo es en el caso de Ibagué, dando así cumplimiento al acuerdo n.º 009 del 2018 emitido por el Concejo Municipal de desarrollarlo dos veces al año.
Según Cortolima (Corporación Autónoma Regional del Tolima), los resultados de contaminación tanto de humo vehicular como ruido en el ambiente en comparación a un día corriente al "Día sin Carro y sin Moto", arrojó que los resultados de las muestras realizadas en el Monitoreo de Material Particulado y Gases Ambientales se compararon con los límites máximos para 24 horas contenidos en Resolución n.º 610 de 2010 y se observó que estos no superan dichos límites; sin embargo, los resultados para material particulado sobrepasan los límites recomendados por las Guías de Calidad del Aire de la Organización Mundial de la Salud.
De los datos obtenidos para gases ambientales y material particulado, se observan disminuciones en las cantidades de dichos contaminantes atmosféricos (entre el 11,47 % y el 13,59 %), en comparación entre los días anterior y posterior a la jornada de “Día Sin Carro”.
Pero la minería industrial, fábricas y el parque automotor presentes en la ciudad no son las únicas causas de contaminación. El mal manejo de los residuos sólidos en los barrios, la suciedad de las quebradas, ríos y puentes, el ruido en el centro y la saturación de publicidad en las calles, son las otras formas de contaminación que hay en el casco urbano de la ciudad.

## Organización político-administrativa
Por ser Ibagué la capital del departamento del Tolima, tienen asiento los tres poderes públicos de orden departamental: La Gobernación del Tolima, la Asamblea Departamental del Tolima, los Magistrados del Departamento del Tolima.

### Comunas

Comunas de Ibagué

La Cabecera municipal se dividida en 13 comunas que incluyen una gran cantidad de barrios.
- 1 - Centro
- 2 - Calambeo
- 3 - San Simón
- 4 - Piedrapintada
- 5 - Jordán
- 6 - Vergel
- 7 - Salado
- 8 - Simón Bolívar
- 9 - Picaleña - Mirolindo
- 10 - Estadio
- 11 - Ferias
- 12 - Ricaurte
- 13 - Boquerón

### Corregimientos
El Municipio de Ibagué es uno de los municipios de Colombia que dentro su División Político-Administrativa ha creado la mayor cantidad de Corregimientos en su territorio.
Ibagué tiene bajo su jurisdicción varios centros poblados, que en conjunto con otras veredas, constituye los siguientes corregimientos:

Veredas de Ibagué

Corregimientos de Ibagué

| 58 | Cay Parte Baja             |
| 59 | Cay Parte Alta             |
| 60 | El Cural                   |
| 61 | El Gallo                   |
| 62 | La Cascada                 |
| 63 | La Coqueta                 |
| 64 | La Victoria                |
| 65 | Piedecuestas Las Amarillas |

| 41 | Astilleros                      |
| 42 | Berlín                          |
| 43 | Chapetón Sector Rural           |
| 44 | El Corazón                      |
| 45 | El Retiro                       |
| 46 | El Secreto                      |
| 47 | La María Combeima               |
| 48 | La María Piedra Grande La Cima  |
| 49 | La Plata Del Brillante          |
| 50 | La Platica                      |
| 54 | Puerto Perú Llanitos Parte Alta |
| 55 | Ramos y Astilleros              |

| 8  | San Rafael               |
| 10 | Honduras                 |
| 11 | La Cima                  |
| 12 | La Linda                 |
| 13 | Loma De Cocora           |
| 14 | Morrochusco              |
| 15 | San Cristóbal Parte Alta |
| 16 | San Cristóbal Parte Baja |
| 17 | San Francisco            |
| 18 | San Isidro               |
| 19 | San Simón Alto           |
| 20 | San Simón Bajo           |
| 21 | Santa Ana                |
| 22 | Santa Bárbara            |

| 2 | Dantas De Las Pavas |
| 3 | Alaska              |

| 4 | Altamira          |
| 6 | Los Pastos Cocora |
| 7 | Salitre Cocora    |

| 110 | Picaleña Sector Rural |

| 112 | La Cueva               |
| 113 | Los Cauchos Parte Alta |
| 114 | Los Cauchos Parte Baja |

| 115 | Alto De Combeima     |
| 117 | Canadas Potrerito    |
| 118 | Charco Rico Bajo     |
| 119 | Cural Combeima       |
| 123 | La Montana           |
| 125 | Martinica Parte Alta |
| 126 | Martinica Parte Baja |
| 127 | Potrero Grande       |

| 128 | El Tejar I - II       |
| 129 | El Cedral             |
| 130 | Charco Rico Alto      |
| 131 | La Florida Parte Alta |
| 132 | La Florida Parte Baja |

| 67 | Alaska                          |
| 68 | Ambalá Parte Alta               |
| 69 | Ambalá Sector El Triunfo        |
| 70 | Ancón Tesorito Parte Alta       |
| 71 | Ancón Tesorito Parte Baja       |
| 72 | Ancón Tesorito Sector Los Pinos |
| 73 | Bellavista                      |
| 74 | Calambeo                        |
| 75 | La Pedregoza                    |
| 76 | San Antonio - Ambalá            |

| 96  | Carrizales     |
| 98  | China Alta     |
| 100 | El Colegio     |
| 101 | El Jaguo       |
| 102 | La Belleza     |
| 103 | La Esperanza   |
| 105 | La María China |

| 86 | El Ecuador        |
| 88 | Mina Vieja        |
| 89 | Rodeíto           |
| 90 | San Antonio       |
| 92 | San Cayetano Bajo |
| 93 | San Cayetano Alto |
| 94 | Santa Rita        |
| 95 | Yatay             |

| 77 | Aures         |
| 78 | China Media   |
| 79 | El Rubí       |
| 80 | La Isabela    |
| 81 | La Pluma      |
| 82 | La Beta       |
| 83 | La Violeta    |
| 84 | Puente Tierra |

| 23 | Curalito       |
| 24 | Gamboa         |
| 25 | Los Naranjos   |
| 26 | Peñaranda Alta |
| 27 | Peñaranda Baja |
| 28 | Perico         |
| 29 | Tambo          |

| 30 | Cataima    |
| 31 | Cataimita  |
| 32 | El Guaico  |
| 33 | El Ingenio |
| 34 | El Moral   |

| 36 | Alto De Toche   |
| 37 | Coello San Juan |
| 38 | Quebradas       |

## Demografía

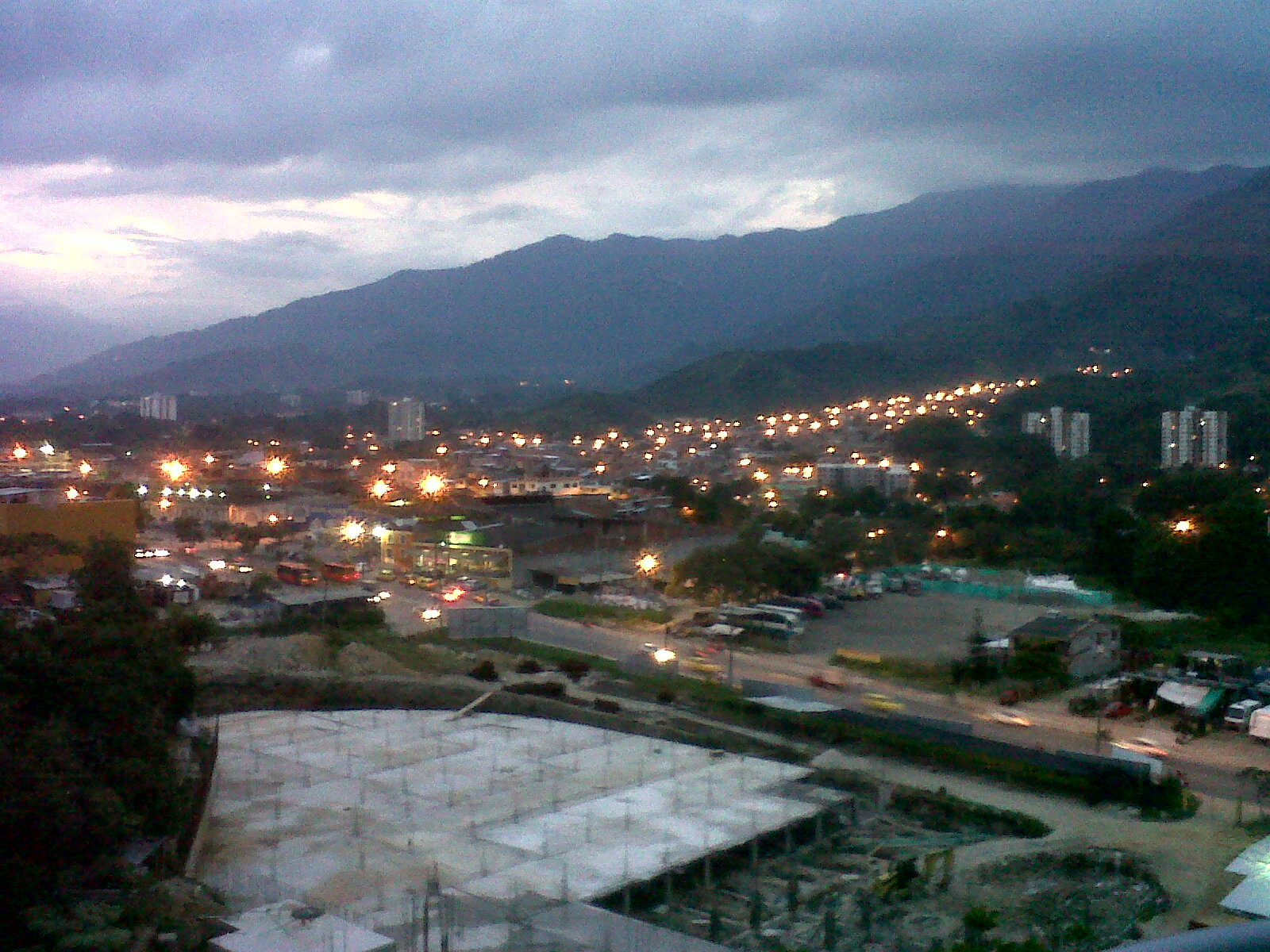
Panorámica del norte

Ibagué es el centro urbano más grande del departamento del Tolima y es una de las ciudades más pobladas de Colombia.
La ciudad de Ibagué en 2020 tiene 541.101 habitantes (Proyección DANE 2020) y ocupa el décimo segundo lugar a nivel nacional en población después de Bogotá, Medellín, Cali, Barranquilla, Cartagena, Cúcuta, Bucaramanga, Soacha, Soledad, Villavicencio y Bello; y en las capitales es la novena capital más poblada de Colombia y por extensión comparte el sexto puesto entre las ciudades más grandes del país junto con Cúcuta, al poseer similitudes en la longitud del casco urbano con esa ciudad. La ciudad tuvo la tasa de crecimiento demográfica más alta entre 1951 y 1964. La población de los centros urbanos del departamento del Tolima pasó de ser teoría en 1951 a ser el 51,3 % en 1973. En materia de pobreza y desigualdad, entre los años 2002 y 2009, pasó de tener el 40,18 % a 31,57 % y de pobreza extrema pasó del 10,55 a 7,20 %; el 63 % de los habitantes de Ibagué pertenece a los estratos 1 y 2, el 26 % al estrato 3 y tan solo el 11 % a los altos estratos, registrando así que Ibagué es la cuarta ciudad con menos pobreza del país según el DANE.

## Economía

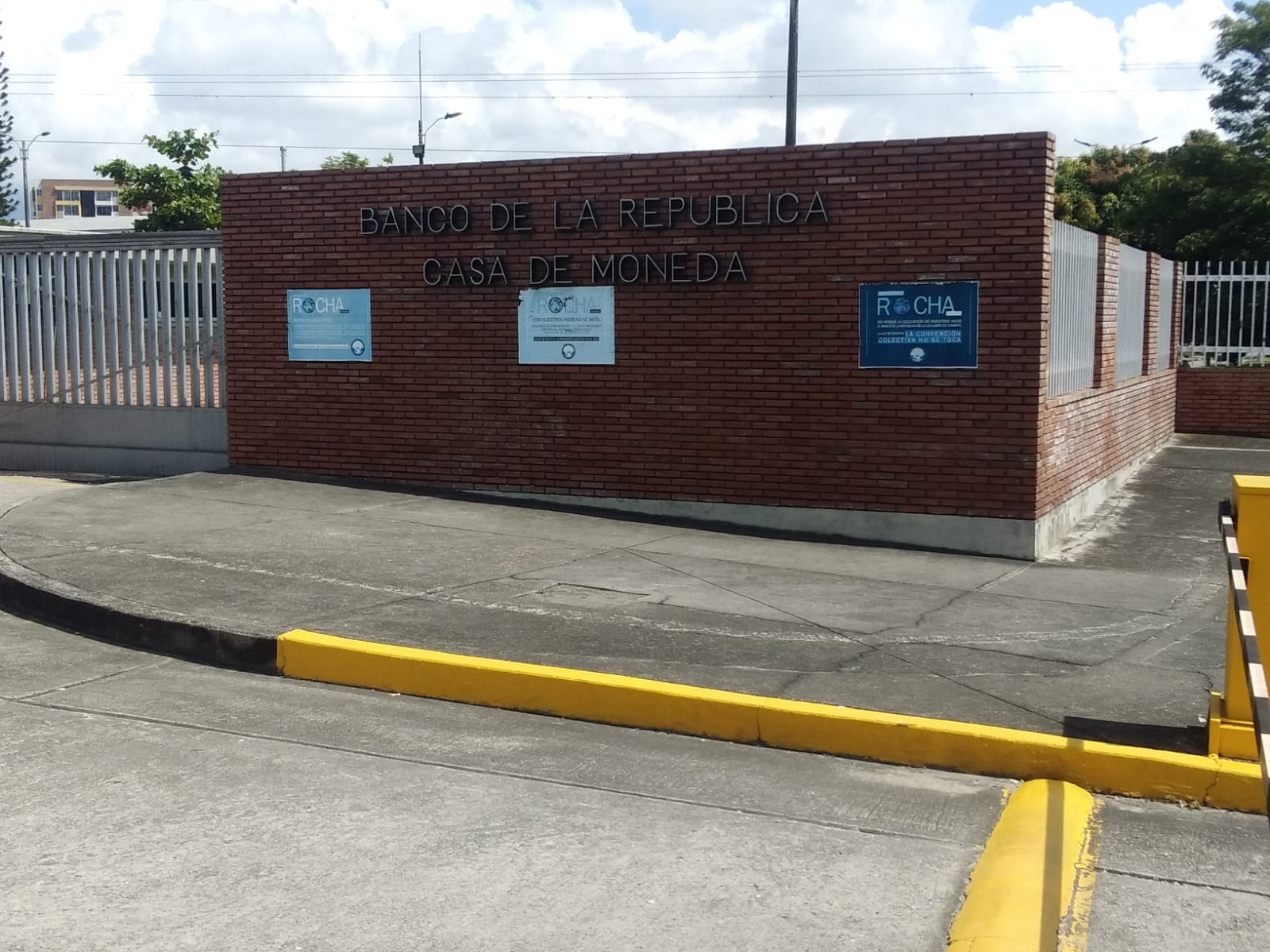
Fábrica de Moneda, fundada en Ibagué en 1982.

La ciudad de Ibagué es un importante eje financiero y económico de Colombia. Es sede de la Fábrica de Moneda, siendo este el único lugar en Colombia donde se fabrica la moneda y junto con una gran planta en Brasil, son las únicas fábricas integrales de Sudamérica. En el resto de países se realizan y se contratan los procesos por separado y el banco central se encarga de acuñar. La fábrica funciona al ritmo del Banco de la República. Mensualmente, el departamento de tesorería da la orden de la cantidad y la cifra de monedas que se deben fabricar. En 1980 se montó la Casa de la Moneda en Ibagué. Se inauguró el 10 de abril de 1982, al finalizar el gobierno de Julio César Turbay.
Ibagué basa su economía en el sector industrial, teniendo varias de las empresas más reconocidas de Colombia. En cuanto al sector primario, se da la ganadería, la agricultura y la minería. Además, se destacan los cultivos de arroz, algodón y a la vez es un gran productor y exportador de café.
En el trimestre móvil de noviembre de 2018-enero de 2019, Ibagué es una de las áreas metropolitanas con mayor índice de desempleo: tasa de desempleo 16,6%.Para enero de 2023 el desempleo en la ciudad se ubicaba en un 16%, cuarta ciudad a nivel nacional con mayor índice de desempleo; y para la mitad de este año, el DANE reveló un desempleo de 15,8%, ubicándose segunda tan solo después de Quibdó.
La problemática descrita genera un desajuste en la economía de Ibagué; sin embargo, el aprovechamiento de las preferencias arancelarias de la Ley ATPDEA constituye una oportunidad de negocios, de reactivación y ensanche del sector industrial, al registrar dos condiciones favorables para su utilización. Por un lado, la norma proviene del principal socio-comercial del país y del Tolima y, en segundo lugar, tales beneficios fueron ampliados a los productos del sector de la confección (textiles y prendas de vestir), principal renglón de las exportaciones originarias del departamento. Es de anotar que en el 2001, dicho subsector participó con el 63,5 % del monto exportado y en el 2002, que no fue un buen año en materia de ventas al exterior, contribuyó con el 54,1 %.[cita requerida]
Ibagué encabezó el ranking de las ciudades con mayor facilidad de hacer inversiones y negocios del país junto con Manizales en 2010. Según lo dio a conocer el informe Doing Business del Banco Mundial de Washington D.C y la Corporación Financiera Internacional, Ibagué es una de las ciudades con mayor posibilidad de crecimiento del país y de América Latina, puesto que cuenta con un desarrollo potencial y competitivo a nivel nacional e internacional para centros empresariales, negocios de industria e infraestructura, a través del World Trade Center Ibagué, una de las únicas tres ciudades de Colombia escogidas por la World Trade Center Association (WTCA) para la construcción de ellos junto con Cali, y el ya existente en Bogotá, integrando a Ibagué con las demás 330 ciudades globales del mundo que cuentan con ella; la plataforma más importante en el mundo de los negocios internacionales. Es catalogada como la segunda ciudad con más perspectiva de crecimiento y desarrollo en Colombia. Todos estos factores y su privilegiada ubicación geográfica, hacen de la villa un importante centro de inversión. 

### Industria
Con tres zonas industriales; la Zona Industrial El Papayo, Zona Industrial Buenos Aires y Zona Industrial Chapetón, la ciudad de Ibagué alberga varios centros de distribución del país tales como Coca-Cola, Gulf Oil Corporation, Nacional de Chocolates, Bavaria, Postobón, Noel, Colombina, Alpina, la Fábrica de Licores del Tolima, Arroz Roa, la Casa de la Moneda, siendo el único lugar donde se fabrica la moneda de todo el país.
Plantas como la fábrica de licores produce mensualmente más de un millón de botellas de aguardiente, la planta de producción de Gulf Oil Corporation que produce más de un millón doscientos mil (1 200 000) galones al mes, la planta de Coca Cola que fabrica el producto y posteriormente es distribuido desde Ibagué a gran parte del territorio colombiano, las Industrias textileras y confeccionistas, las cuales producen cada mes más de 1.3 millones de prendas terminadas, siendo luego distribuidas en todo Colombia y exportada a países como Estados Unidos, Alemania, México, Venezuela y Ecuador, Industrias Alidas S.A. localizada en Ibagué produce alrededor de 5000 toneladas de café instantáneo por año, existen variedad de plantas dedicadas a la producción directa de café tostado y molido y extractos de café, con empresas de la talla de la japonesa Mitsubishi, para inversiones en plantas de café en Ibagué (Industrias Aliadas) y en China. Industrias lecheras, mineras, arroceras, de calzado, cementero de la construcción y de otros sectores se encuentran operando en la capital.
Será construida en la ciudad una zona franca, Por su ubicación estratégica muy cerca de Bogotá a través de la doble calzada, además de estar equidistante al Triángulo de Oro (Medellín - Cali - Bogotá), la Zona Franca de Ibagué se convierte en un motor de desarrollo económico y de oportunidades para potenciar la competitividad de la industria nacional y abrir puertas a mercados internacionales, en un momento en el que los acuerdos comerciales y la confianza inversionista ponen a Colombia en una posición de privilegio. Se destinarán 87 hectáreas para su ejecución, de las cuales 28 serán utilizadas para la implementación de por lo menos 60 empresas industriales, comerciales o de servicios. También se proyecta un hotel bajo el régimen franco. El proyecto tendrá en su etapa inicial 54 100m² en vías vehiculares y andenes y 36 200m² de zonas verdes.

### Comercio
El comercio es una de las principales actividades económicas de la ciudad, con presencia de cadenas de almacenes nacionales y extranjeros. Los centros comerciales que se destacan en la ciudad son el Centro Comercial Multicentro, el Centro Comercial La Estación(inaugurado en diciembre de 2013). Estos se encuentran en la denominada Zona T de la ciudad donde al mismo tiempo está el Acqua Power Center  que cuenta con un centro comercial, un hotel internacional, una clínica y un World Trade Center. 
Así mismo, se encuentran el Centro Comercial Empresarial Calatay Mall Empresarial (en proyecto y ubicado en la 60 con Avenida Ambalá, diagonal al Centro Comercial La Estación). Otros centros comerciales son el Centro Comercial Arkacentro (al lado de Multicentro), el Centro Comercial La Quinta y el Centro Comercial Combeima ubicado en el centro de la capital.
La ciudad en los últimos años ha venido desarrollando un fuerte crecimiento comercial, y una gran variedad de importantes marcas nacionales e internacionales han arribado a la capital. La ciudad tiene una amplia oferta comercial, el distrito financiero (centro de la ciudad) cuenta con la Carrera Tercera, siendo este un bulevar en tipo de calle comercial peatonal, donde se encuentra la mayoría de la actividad comercial en cuanto a variedad de la ciudad con importantes establecimientos nacionales e internacionales, importantes centros comerciales y supermercados de cadena. Además sus fiestas de San Juan y San Pedro contribuyen al comercio en Junio. 

### Turismo
A pesar de no ser una de las ciudades con mayor turismo en Colombia, Ibagué tiene muchos sitios de interés como el Cañón del Combeima, el Jardín Botánico San Jorge, el Orquideario, entre otros, así como gran cantidad de parques acuáticos. Otros atractivos turísticos son las celebración del Festival Folclórico Colombiano que atrae gran cantidad de personas de todo el país e incluso extranjeros. De igual manera, se realiza el Festival de Música Colombiana anualmente.
En cuanto a hoteles, la ciudad cuenta con dos hoteles cinco estrellas y otro que está en construcción. Además cuenta con gran cantidad de hoteles que suplen las necesidades turísticas de la ciudad.

### Infraestructura y servicios
Ibagué es una ciudad con tendencia cosmopolita. Cuenta con diferentes proyectos de infraestructura, entre los que sobresalen: El Centro Nacional Logístico del Tolima (el más grande del país), la autopista Ibagué - Girardot, el Túnel de la Línea (ya terminado, el cual es en la actualidad el túnel vehicular más largo de Latinoamérica, acortando las distancias y el tiempo entre Ibagué - Armenia, Ibagué - Cali, Bogotá - Cali, Ibagué y Bogotá con el Eje Cafetero, aunque principalmente fue construido especialmente para reducir el tiempo y distancia desde el puerto industrial de Buenaventura hasta la capital del país, Bogotá), el Sistema Ferroviario Central, que comunica el puerto de Santa Marta (mar Caribe) con el centro del país y cuya estación terminal será en Ibagué, la nueva Zona Franca Industrial de Ibagué, la remodelación del Aeropuerto Perales (primera fase ya inaugurada) que contempla la transformación de la actual terminal a Aeropuerto Internacional y alterno al Aeropuerto Internacional El Dorado de Bogotá, el sistema Transporte Masivo, la remodelación del estadio Manuel Murillo Toro, los Intercambiadores viales en las avenidas 25 con Guabinal, 60 con quinta y los centro comerciales y empresariales de la Avenida 60 la cual será denominada como la calle T o "Milla de Oro".

## Medios de transporte

### Trazado urbano y nomenclatura
La disposición de las vías en Ibagué utiliza el sistema de coordenadas cartesianas. El trazado de la nomenclatura urbana nace en el Occidente de la ciudad desde la calle 1, hasta el Oriente de manera vertical y su numeración va a aumentando en cuanto se desplaza al Oriente. Las Carreras es un tipo de calle existente en la ciudad; estas nacen en el Sur con la carrera número 1 y su numeración aumenta mientras se desplaza hacia el Norte.

### Transporte
El taxi es uno de los transportes más usados en Ibagué.

#### Buses urbanos
El transporte público urbano es operado por más de mil autobuses locales de siete compañías (Expreso Ibagué, Cotrautol, Translain S.A., Tures Tolima, Transportes Flota Cambulos, Logalarza S.A. y Transportes La Ibaguereña S.A.) que prestan el servicio a su área urbana y rural. Su proveedor es SITSA y este opera las 31 rutas y 634 paradas de autobús.

#### Transporte masivo

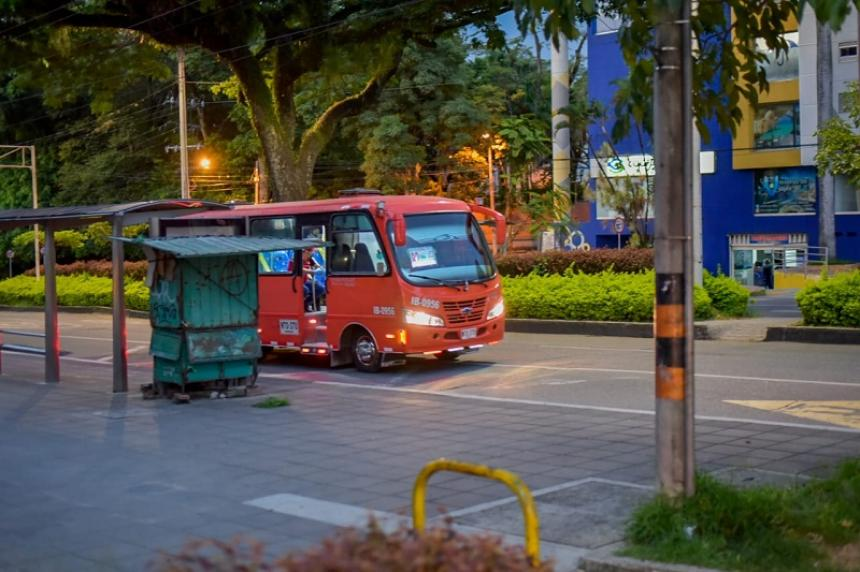
Buses en Ibagué

Aunque Ibagué tiene prioridad sobre otras ciudades de implementar un Sistema Integrado de Transporte Masivo, aún no se ha definió el sistema que adoptará la ciudad, del cual el gobierno nacional invertirá 8 millones de dólares estadounidenses. Sin embargo, existen ciertas propuestas que han causado gran expectativa sobre la implementación de un tranvía que solucione la problemática de movilidad en la ciudad, o la instalación de un sistema de Autobús de tránsito rápido de la misma forma de Transmilenio en Bogotá.
Actualmente, y por su condición de ciudad mediana, se está desarrollando uno de los proyectos de un Sistema Estratégico de Transporte Público, bajo el nombre de 'TransMusical'.

### Otros medios de transporte
Como un espacio de recreación, seguridad ambiental, y saludable, la ciudad implementó la ciclovía, realizada los días domingos y lunes festivos, cuya ruta es por toda la avenida Quinta, desde la calle 10 hasta la calle 77 (sector de los Arrayanes), a partir de las 8 de la mañana hasta las 12 del mediodía.
Junto con los taxis, existe el trasporte por medio de plataformas digitales como ubero InDrive

### Transporte aéreo

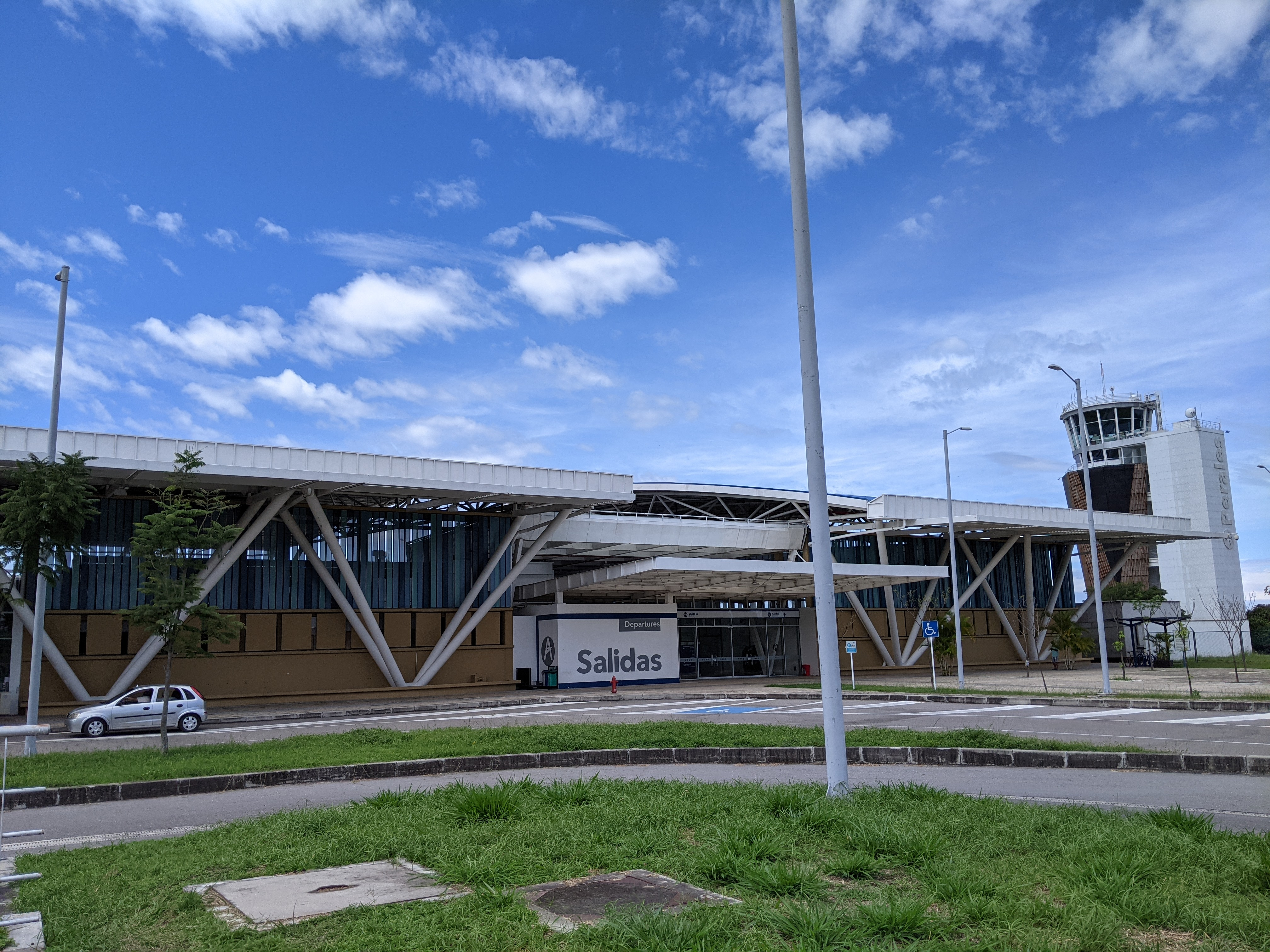
Nuevo aeropuerto Perales

Al oriente de la ciudad se encuentra el Aeropuerto Perales, remodelado en el año 2018. Es de ámbito regional y tiene vuelos hacia Bogotá (avianca) y Medellín (clic).

### Tráfico
Actualmente la ciudad de Ibagué es una de las más congestionadas en cuanto a tránsito se refiere del país y una de las que más cantidad de vehículos posee y de los turistas que transitan diariamente por ella, ya que es paso obligado e importante punto de conexión del país debido a su cercanía con Bogotá a tan solo 3 horas en carro y 20 minutos en avión (dependiendo del avión, su ubicación geográfica, cerca de las demás importantes ciudades). 
La ciudad se encuentra en la intersección de las rutas nacionales 40 y 43, que conecta la ciudad de Bogotá hacia el este, Armenia y Valle del Cauca, al oeste, y Honda al norte. Cuenta con una estación de autobuses o Terminal de Transporte con conexiones a las demás ciudades de Colombia. Hay conexiones frecuentes de varios autobuses durante la noche a Cartagena, Barranquilla y Santa Marta, principales destinos turísticos del país.

## Cultura
En 1995, el escritor Álvaro Mutis, que aunque nacido en Bogotá es considerado tolimense por cuanto buena parte de su obra se desarrolló en una finca cafetera vecina a Ibagué, recibió el doctorado honoris causa de la Universidad del Tolima. El hilo conductor de la obra poética de Mutis sirvió de base para una obra escrita por el profesor Libardo Vargas y musicalizada por maestro César Augusto Zambrano, que se presentó en concierto ofrecido a Mutis por la Orquesta y el Coro de Cámara de la Universidad.
Un escritor destacado es James Cañón, autor de La Aldea de las Viudas (Tales from the Town of Widows). Nacido y criado en Ibagué. Cañón emigró a Nueva York a mediados de la década de 1990 para estudiar inglés. Su novela fue escrita originalmente en inglés, el segundo idioma del autor, y ha sido traducida a 8 idiomas y publicada en más de 20 países. En la primera mitad del siglo XX fue creado un Centro de Historia fundado por Víctor A. Bedoya, Manuel Antonio Bonilla y Alberto Castilla Buenaventura, al cual ingresaron años después Ismael Santofimio Trujillo, Lucio Huertas Rengifo, Rubén Serna Giraldo y Horacio Ferreira Parra. También se destacó la actividad literaria que giraba alrededor de las poetisas María Cristina Rivera Rojas y María Cárdenas Roa, conocida por el seudónimo de Luz Stella.
Igualmente merecen mención la Academia de Historia del Tolima, que se creó el 15 de julio de 1986 bajo la presidencia del historiador Josué Bedoya y varios intelectuales y profesionales. Actualmente funciona como un espacio para el conocimiento y la historia del departamento.
el Museo de Arte del Tolima fundado en 2003 por el conocido artista ibaguereño Darío Ortiz Robledo y los capítulos locales de la Academia Colombiana de Jurisprudencia y de la Academia Nacional de Medicina.
Ibagué en el año de 2008 el alcalde Jesús María Botero logró que Vitoria (España) se consolidara como la ciudad hermana de la ciudad del departamento del Tolima.
Ibagué es una de las primeras ciudades de Colombia en incorporarse al proyecto consejos de juventudes que inicialmente sería en la ciudad de Medellín. Este proyecto manejado directamente desde la consejería de la presidencia de la república para la juventud y la mujer.

### Música

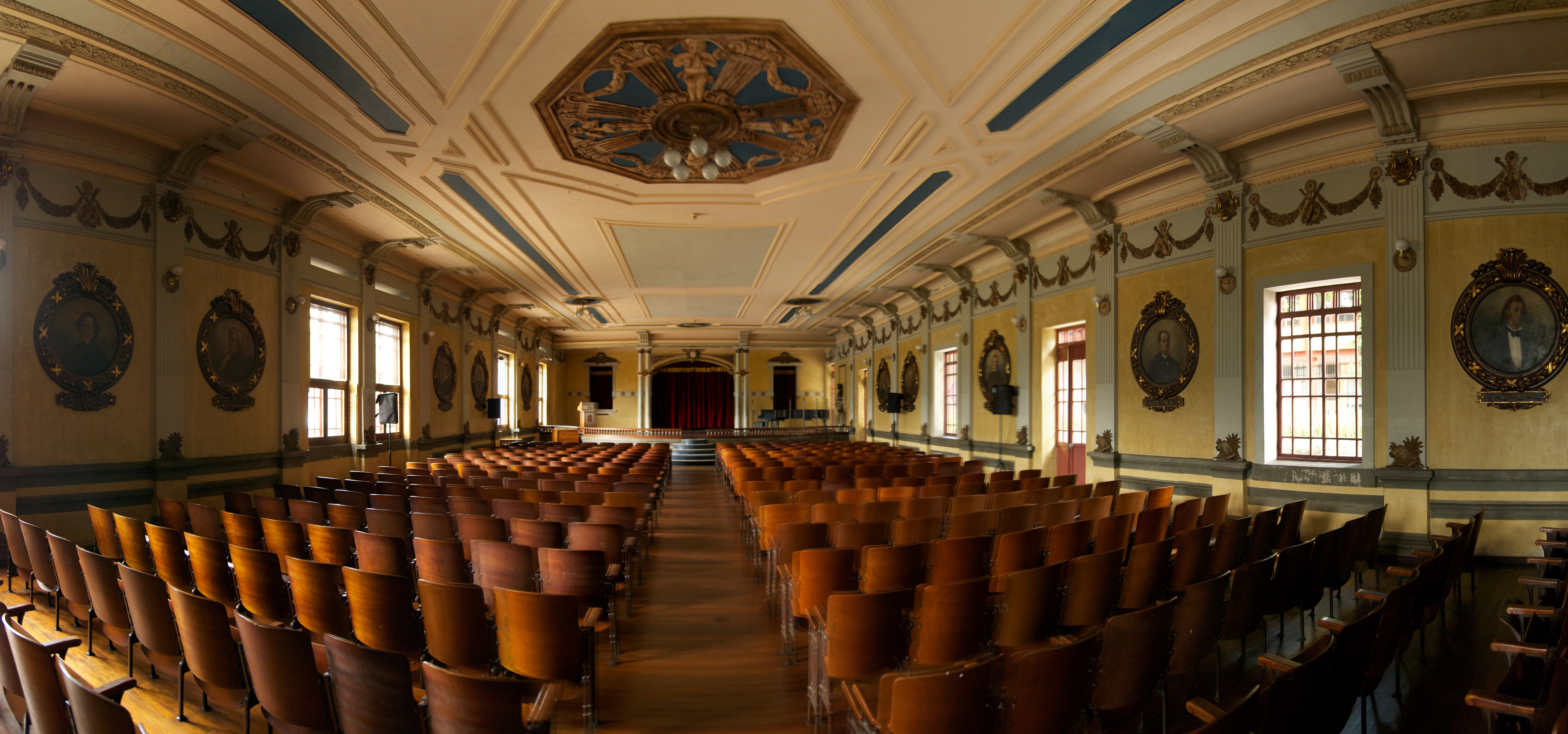
Sala de Música Alberto Castilla.

Con los gritos republicanos en la Gran Colombia y por los cambios culturales del enciclopedismo en Europa, acompañada de la afición musical que tenían mestizos y criollos, resulta la música un factor impulsor para la cultura de su cabecera municipal. Que después de doscientos años logra plasmar en cultas partituras los felices aires musicales nativos con danzas como el bambuco, el bunde tolimense, la rajaleña y el sanjuanero o hacer impronta en valses con nuevos ritmos como pasillos y guabinas. Transitaban por las rutas de las Américas rebeldes Europeos con ideas republicanas e ilustrados en las florecientes artes de la pintura, literatura, y música europea. En 1886, es visitada por un súbdito francés conocido como el conde Gabriac, quien la bautizó "Ciudad Musical" al darse cuenta de la importancia que sus habitantes le daban a la música y el talento de sus artistas. Aparece después de esto un gusto musical, en la naciente aristocracia de la ciudad, que impulsa la aparición de escuelas de música que a la postre daría origen al Conservatorio de Ibagué, el Conservatorio del Tolima y la Corporación Coros del Tolima quienes reviven su historia gracias a Jairo Alberto Bocanegra Peña y Amina Melendro de Pulecio; actualmente Bocanegra defiende el legado de Melendro.
Se realiza en Ibagué el Festival Nacional de la Música Colombiana y el Concurso Nacional de Duetos “Príncipes de la Canción” estos que busca resaltar, impulsar y estimular las manifestaciones artísticas que llevan a la conservación de la música colombiana en el marco del Festival Nacional de la Música Colombiana.
También se celebra en la Semana Santa, el Festival de Música Sacra que invita a este tipo de música en conciertos celebrados en las diferentes iglesias o templos religiosos. En 2001 fue creada la Orquesta Sinfónica Iberoamericana para la celebración de los 182 años del Ejército de Colombia y desde entonces se ha venido presentando en varios escenarios del país e internacionalmente, llevando mensajes de concienciación, amor y paz con Fe en la Causa a través de las voces de sus solistas y los versos de sus canciones.
Ibagué también recibe el nombre de Capital Musical de Colombia debido a su salón músico cultural, que recibe el nombre de salón Alberto Castilla. También recibe aquel nombre porque ha sido la cuna de famosos cantantes y músicos.

### Festival Folclórico Colombiano
Uno de los eventos culturales más reconocidos e importantes de Colombia es el Festival Folclórico que se realiza cada año en esta capital, en el mes de junio, entre las fiestas de San Juan y San Pedro.
El Festival Folclórico de Ibagué nació en 1959, como una propuesta cultural, con el propósito de estimular esos valores tradicionales autóctonos y culturales de la ciudad y subrayar su auténtico carácter musical.
Hoy en día, el Festival Folclórico es la actividad cultural desarrollada de forma permanente más antigua y representativa del departamento del Tolima en materia de música y de folclor.
Durante el festival se realiza la elección y coronación de la Reina Nacional del Folclor en la "Concha Acústica" donde cada participante realiza una muestra cultural del departamento que representan.
Otra actividad destacada es el Festival de Festivales que se realiza de igual manera en la concha acústica y consiste en que cada uno de los departamentos mande una delegación que haga una representación de la cultura del departamento, también se realiza la noche de fantasía en la que se hace la tradicional quema de pólvora en el estadio Manuel Murillo Toro. Cabe destacar que antes de la elección de la reina se realiza durante la mañana el desfile Nacional del folclor donde se presentan cada una de las reinas con su respectiva carroza y delegación de baile.

### Gastronomía
En la ciudad de Ibagué son tradicionales varios platos como el tamal tolimense, un alimento proveniente de las culturas prehispánicas y que es elaborado principalmente con una base de maíz, papa, huevo, zanahoria, carne de res o cerdo y su presentación se hace en hojas de plátano.Además dicho plato cuenta con un día de celebración, el 24 de junio.
La lechona es un plato compuesto por carne de cerdo, arvejas, arepas e insulso que tiene su origen en el asado castellano. Generalmente es un plato que se prepara para celebraciones festivas.
Otros platos locales conocidos son los bizcochos de achira, el viudo de pescado y el cuchuco.

### Monumentos y esculturas
Aunque Ibagué es una ciudad en desarrollo, en ella se encuentra cientos de registros históricos. Además, por ser un importante epicentro cultural, la ciudad está colmada de museos, parques, monumentos (especialmente alusivos a la música), teatros y sitios culturales de los cuales sobresalen:
|                   |                       |                      |                                    |
| Boga              | Cacica Dulima         | Mohan Pijao          | Monumento a las Telecomunicaciones |
|                   |                       |                      |                                    |
| Monumento al amor | Monumento Indio Pijao | Monumento Bambuquera | Monumento Locomotora de Ibagué     |

## Infraestructura

### Patrimonio histórico, cultural y arquitectónico
Por el acuerdo 053 de 1998 del Concejo Municipal, se declararon como Áreas de Interés Arquitectónico e Histórico:
- Conservatorio del Tolima
- Teatro Tolima
- Sala de Música Alberto Castilla
- Museo Panóptico
- Seminario Mayor
- Concha Acústica
- Catedral de Ibagué
- Plazoleta Darío Echandía
- Museo Antropológico del Tolima
- Casa de Jorge Isaacs
- Edificio Nacional
- Edificio Urrutia

Otros lugares considerados Patrimonio Inmueble: Palacio Arzobispal, Antiguo Palacio de Justicia, Granja San Jorge, Casa de los López.

### Museos
La oferta cultural de la ciudad se ve reflejada también en la cantidad de museos que posee.
- Museo de Arte del Tolima

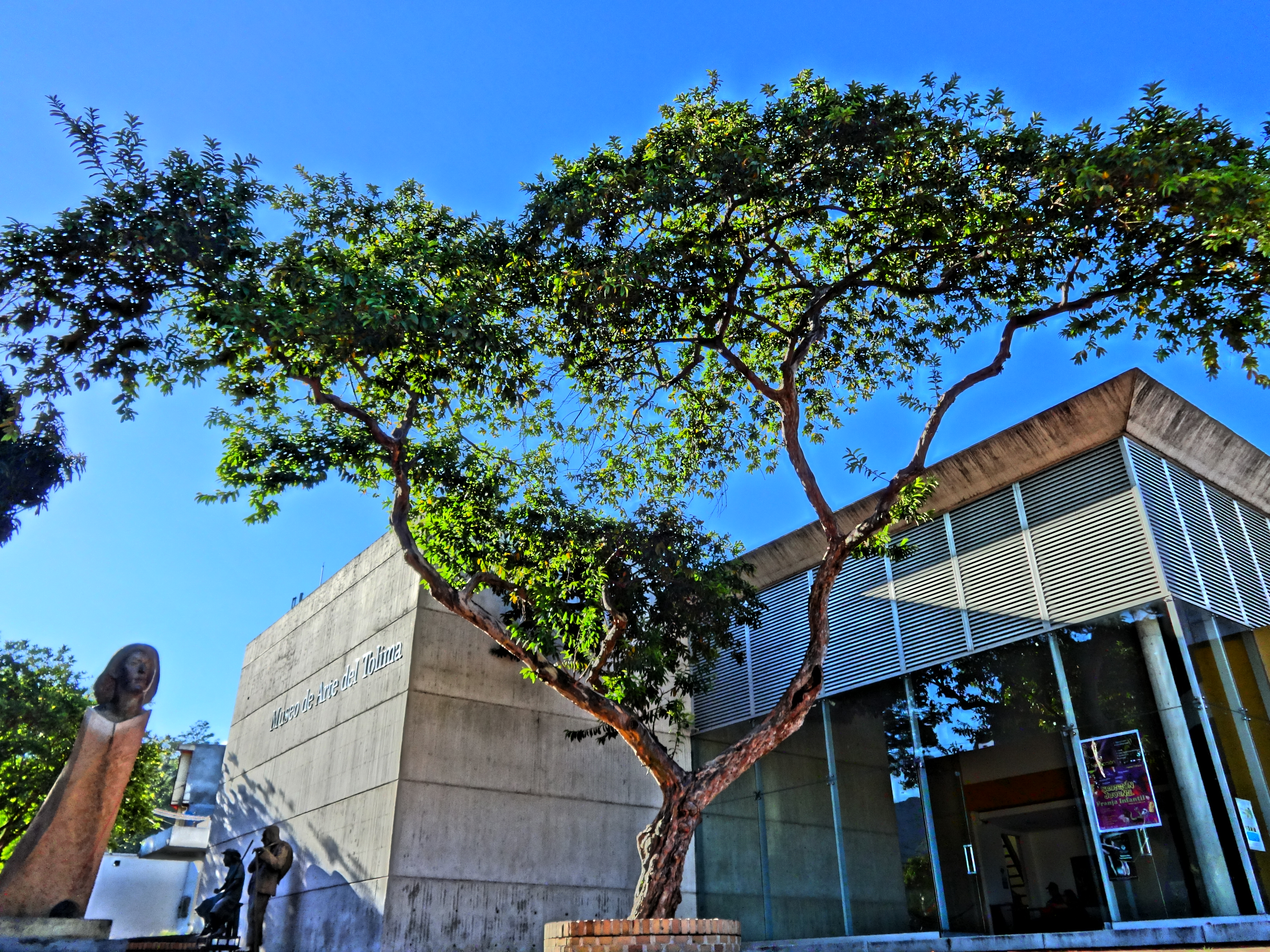
Museo de Arte del Tolima.

Cuenta con una importante y representativa colección de artistas locales, regionales, nacionales e internacionales. Viene trabajando con instituciones oficiales y privadas para el engrandecimiento cultural del departamento, proyectándose así hacia los diferentes sectores de la comunidad.
- Museo Panóptico

Declarado Monumento Nacional, este es un gran museo en forma de cruz griega construido en 1862 en el barrio Belén Occidente de Ibagué por el arquitecto William Blackburn. Este lugar tiene la misma arquitectura del Museo Nacional y actualmente funciona como museo.
- Museo Antropológico del Tolima

En 1967, mediante el acuerdo 006 del Consejo Superior, se estableció el Museo Antropológico de la Universidad del Tolima. Su organización y servicio a la comunidad regional del Tolima comenzaron a principios de 1971. El museo es un recurso académico de la Facultad de Ciencias Humanas y Artes, adscrito al departamento de ciencias sociales y jurídicas.
Desde su creación, el Museo ha puesto un marcado interés en la historia prehispánica de los grupos humanos que habitaron el actual departamento del Tolima; más recientemente, dicho propósito se ha ampliado a la época colonial y republicana. A través de la arqueología de campo y de estudios etnográficos, se ha tratado de reconstruir diferentes periodos históricos, recuperar el patrimonio cultural de la zona, así como los valores culturales indígenas y campesinos. En la última década, el espectro de estas experiencias investigativas se dinamizó y amplió con la puesta en marcha de un programa de investigación en arqueología regional, desarrollando proyectos en los municipios de Roncesvalles, Cajamarca, El Espinal, Saldaña, Coyaima y Guamo. A partir del año 2003, dicho programa se fortaleció más al conformarse el Grupo de Investigación en Arqueología y Patrimonio Regional, con el propósito de trabajar en equipo en la obtención de resultados importantes para una región que requiere reconstruir su pasado histórico. En el año 2003, dicho colectivo de trabajo, fue seleccionado como uno de los grupos de investigación de excelencia de la Universidad del Tolima y clasificado por Colciencias en categoría C, en la convocatoria nacional de reconocimiento y medición de grupos de investigación del año 2010.
- Museo Conservatorio del Tolima

Desarrolla su actividad educativa y artística a través de facultades de Educación, Artes y la Escuela de Música. Forma intérpretes y directores profesionales. Orientado a fortalecer su actividad como Institución Universitaria y ampliar su cobertura a regiones de todo el país, inicia como propuesta para formar la Escuela de Música en 1906.
- Museo Folclórico Colombiano

Corporación Tolimense sin ánimo de lucro. Museo dedicado a la cultura, el arte y el folclor nacional de índole privada, cuya misión es rescatar, enseñar, promover y difundir la pluriculturalidad de nuestro folclor a través de la danza y la música.

### Plazas
|                  |                     |                   |                     |                |
| Plaza de Bolívar | Parque de la Música | Parque Centenario | Parque Murillo Toro | Parque Galarza |

La ciudad cuenta con plazoletas para diferentes eventos culturales o simple recorrido turístico, como lo son:
|                          |                           |                                     |
| Plazoleta Darío Echandía | Concha Acústica de Ibagué | Mural en Plazoleta de los Artesanos |

- Plazoleta Darío Echandía

Situada en pleno centro de la ciudad, la Plazoleta Darío Echandía conecta la Biblioteca del mismo nombre con la Carrera 3, hoy peatonalizada, a la altura de otro monumento de interés histórico, cultural y arquitectónico: el Teatro Tolima.
- Concha Acústica

Es una plazoleta y escenario cultural, ubicada en el Parque Centenario, conocido como el "Pulmón de la Ciudad" en el distrito financiero. Allí se realizan diferentes actos culturales, presentaciones, revistas, reuniones, convenciones, conciertos, y es especialmente donde se lleva a cabo la ceremonia de elección y coronación de la Reina Municipal y Nacional del Folclor cada junio en el Festival Folclórico Colombiano de Ibagué.
- Plazoleta de los Artesanos

Localizada en el distrito financiero de Ibagué donde nace una de las avenidas más importantes de la ciudad (la Carrera Quinta), es un espacio cultural y comercial donde los diferentes artesanos venden sus productos elaborados por ellos mismos, como manillas, collares, etc.
- Plazoleta Santa Librada

Es una plazoleta ubicada también en el distrito financiero de Ibagué. Se encuentra rodeada de múltiples locales comerciales, es paso de visitantes y habitantes de la ciudad. Allí se encuentra el monumento a la Cacica Dulima.

### Bibliotecas
El desarrollo de la ciudad es soportado por el pilar de las letras, el conocimiento, la lúdica y la música, las cuales están presente siempre en las bibliotecas escolares, públicas y universitarias.
- Biblioteca Darío Echandía

El Banco de la República de Colombia en Ibagué cuenta con un área cultural y artística que comprende la Biblioteca, la más importante de la ciudad y una variada programación cultural durante el año. La Biblioteca se dio al servicio de la urbe el 20 de marzo de 1984, con el nombre de Darío Echandía para honrar la memoria del ilustre tolimense.
- Biblioteca Soledad Rengifo

El Concejo Municipal de Ibagué crea el 29 de septiembre de 1963, según acuerdo n.º 29, la Biblioteca Pública Municipal, con el nombre de “Alberto Santofimio Caicedo”. En 1970, según acuerdo n.º 11, se crea el Fondo de Cultura del Municipio, entidad que se encarga de organizar y dirigir la biblioteca.
En 1974, mediante acuerdo n.º 001 del 19 de febrero, se crea el Instituto Municipal de Cultura, haciendo parte de este la Biblioteca Pública Municipal, la cual funcionó desde el momento de su creación en donde es hoy el Centro Comercial Combeima en la carrera 3 con calle 12. Después de varios años, se traslada a un local que cedió el Directorio Liberal en la carrera 3 con calle 10; posteriormente, ocupó un espacio en el edificio de la Alcaldía de Ibagué y de ahí fue trasladada al Centro Administrativo del Barrio La Pola, con su respectiva dotación bibliográfica, muebles y enseres, donados por Colcultura.
En 1980, mediante acuerdo n.º 047, emanado del Concejo de Ibagué, se cede un lote de terreno ubicado en la calle 10 con Carrera 5 al Instituto de Construcciones Escolares ICCE; en él se construye un edificio de cuatro niveles con sus respectivos servicios públicos y lo entregan a la Administración Municipal para que funcionara la biblioteca municipal. Por solicitud de exministro de Educación, Guillermo Ángulo Gómez, la Administración Municipal mediante acto administrativo cambia el nombre de la biblioteca “Alberto Santofimio Caicedo” por el de “Biblioteca Infantil Soledad Rengifo” exaltando el nombre de una memorable profesora tolimense que dedicó su vida a la enseñanza y a la educación infantil.
- Biblioteca Virtual Alfonso Viña Calderón

Inaugurada en 2003, es una moderna biblioteca ubicada cerca al parque deportivo sobre la Avenida Pedro Tafur donde se presta el servicio a la comunidad, especialmente a los colegios.

### Religiosa
En Ibagué predomina la religión católica con cerca de un 90% de la población. En Ibagué se encuentran grandes templos católicos como es el caso de la Catedral de Ibagué, la Parroquia de Nuestra Señora del Carmen, la Parroquia de San Roque, el Santuario del Divino Niño, la Parroquia de María Auxiliadora, la Parroquia Santos Ángeles Custodios, la Parroquia Sagrado Corazón de Jesús y La parroquia San Vicente de Paúl.
Iglesia del Carmen
El 11 de marzo de 1904, la comunidad Salesiana llegó a Ibagué, iniciando la construcción del templo dedicado a la Virgen del Carmen en marzo de 1906. Durante ocho años, los padres Gerónimo Cera y Antonio Aime lideraron la construcción de una capilla neocolonial con techos de palma y paredes de bahareque en lotes adquiridos para este propósito. Este templo está inspirado en la arquitectura neobizantina.
Catedral de Ibagué
Reconocido como uno de los sitios más emblemáticos de la ciudad musical, la Catedral de Ibagué se construyó en 1926 con columnas y capiteles, arco de medio punto, bóvedas lindamente ornamentadas y rosetones de alto efecto decorativo.

## Servicios

### Educación
| Principales Universidades en Ibagué |                                     |                       |                                                 |
|                                     |                                     |                       |                                                 |
| Universidad del Tolima              | Universidad Cooperativa de Colombia | Universidad de Ibagué | Universidad Nacional Abierta y a Distancia UNAD |

En 1822, el general Francisco de Paula Santander, vicepresidente de la Gran Colombia, fundó el Colegio San Simón, que fungió como una especie de universidad local, donde se educaron muchas generaciones de jóvenes tolimenses. Así mismo, en 1890, siendo presidente de la República Carlos Holguín, fue fundada la Escuela Normal de Señoritas. En la Normal se formaron para la docencia las más destacadas jóvenes del Tolima hasta cuando, muchos años después, se abrieron para ellas las puertas de las universidades.
En 1904 se fundó el Colegio de la Comunidad Salesiana, como Escuela de Artes y Oficios, con el nombre de Colegio Salesiano de San José, y en 1883 se crea en la ciudad la Academia de Música, que puesto bajo la dirección del maestro Alberto Castilla Buenaventura y con el trabajo luego bajo de la maestra Amina Melendro de Pulecio se convirtió en bachillerato musical en 1959, hoy Conservatorio de Ibagué.
Los principales centros de educación superior son: la Universidad Musical Conservatorio del Tolima, la Universidad de Ibagué, la Universidad del Tolima, Universidad Cooperativa de Colombia, la Universidad Católica de Colombia, la Universidad Santo Tomás, la Universidad San Martín, la Universidad Nacional Abierta y a Distancia (UNAD), Universidad Antonio Nariño, la Corporación Universitaria Remington, la Corporación Universitaria Minuto de Dios, la Corporación Unificada Nacional de Educación Superior (CUN), la Fundación Universitaria del Área Andina o la Escuela Superior de Administración Pública.
Existen también instituciones educativas privadas y públicas, entre muchas sedes existen:
- Liceo Nacional
- Normal Superior de Ibagué
- Colegio Tolimense
- Colegio Franciscano Jiménez de Cisneros
- Exalumnas de la presentación
- Santa Teresa de Jesús
- Ciudad Arkalá
- José Celestino Mutis
- San Simón
- Colegio Militar Inocencio Chincá
- Colegio Gimnasio Campestre
- Colegio San Bonifacio de las Lanzas
- Ciudad de Ibagué

### Medios de comunicación

#### Televisión
La ciudad de Ibagué cuenta con diversos canales regionales como lo son Canal Estación Televisión, Canal P&C, Canal 2 linktv,  Ángeles Televisión entre otros que ofrecen variedad de información de interés, entretenimiento, noticias, todos los servicios que puede ofrecer un canal de televisión a todos los habitantes del área metropolitana de la ciudad y el departamento del Tolima. Además de los cinco canales nacionales: los tres privados Canal 1, Canal RCN y Caracol Televisión, y los dos públicos Canal Institucional y Señal Colombia y un canal Regional Canal Trece.
El servicio de televisión pagado por cable lo prestan gran variedad de empresas Tigo, Claro, Movistar, DirecTV, HV Multiplay, Surflink, Fiesta Telecomunicaciones, Legón Telecomunicaciones, FastNet Telecomunicaciones, Innova Telecomunicaciones, Colombia Más TV, Clan Telecomunicaciones. La terminal "Martinica" cuenta con todas las señales TDT.

#### Prensa
En la primera mitad del siglo XX hubo una gran eclosión de periódicos en Ibagué, los cuales contribuyeron a la difusión y al debate de los problemas locales y, especialmente, a temas relacionados con la política y la cultura. Solo en la segunda mitad del siglo los ibaguereños se preocuparon por analizar sus problemas económicos y sociales.
El Cronista, periódico liberal fundado en 1911 por Aníbal Quijano Gómez. "El Cronista" desapareció en 1930 y revivió tres décadas después bajo la dirección del abogado Rafael Caicedo Espinosa y del ingeniero Pablo Casas Santofimio. El primero fue gobernador, senador y ministro, y el segundo secretario del Partido Liberal y profesor de la Universidad Nacional de Colombia.
El Derecho, periódico fundado en 1936 por un grupo de dirigentes conservadores y puesto bajo la dirección del abogado Juan María Arbeláez y la administración del periodista Floro Saavedra.
Tribuna, periódico crítico, liberal independiente fundado por el periodista Héctor Echeverry Cárdenas durante las dictaduras que padeció Colombia hacia la mitad del siglo XX. Echeverry fue asesinado en 1957 al salir de las instalaciones del periódico.
En 1992 aparecieron los dos periódicos de más reciente fundación. Tolima 7 Días, semanario que nació bajo la dirección de Augusto Trujillo Muñoz, quien había sido presidente de la Cámara de Comercio local y senador de la República, semanario que desaparece en 2009 por decisión de las directivas de la Casa Editorial El Tiempo, aun así se renovaría como medio digital para el año 2022 según su gerente Camilo Guzmán; y El Nuevo Día, bajo la dirección del periodista Hernando Salazar Palacio, comunicador profesional experimentado en la prensa escrita y en la televisión.

#### Radio
En la ciudad de Ibagué existen una gran cantidad de emisoras AM y FM. También hay una apreciable cantidad de emisoras de cobertura nacional como RCN Radio y Caracol Radio y cobertura regional como La Cariñosa, Olímpica, Ondas de Ibagué, Ecos del Combeima, Tolima FM Stereo, La Mega, Tropicana y Radio Uno.

## Escenarios deportivos

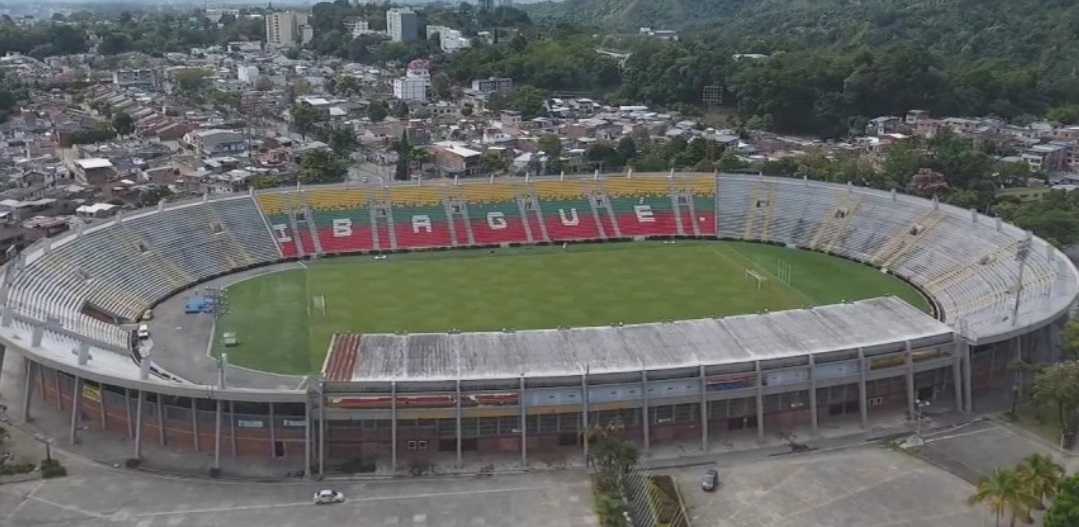
Estadio Manuel Murillo Toro.

La ciudad ha sido sede de varios eventos importantes en materia deportiva en el ámbito nacional como los Juegos Deportivos Nacionales en 2015 o los Juegos Municipales Étnicos de 2021,  e internacional como lo han sido el Campeonato Mundial de Patinaje de Velocidad en 2021 o el Mundial de Patinaje Artístico de 2023.
El equipo de fútbol local es el Deportes Tolima que juega en el Estadio Manuel Murillo Toro, el cual ha salido campeón en tres ocasiones en la Categoría Primera A: 2003-II, 2018-I y 2021-I, además de ser subcampeón en ocho oportunidades, poseer una Copa Colombia en 2014 y una Superliga. Ha tenido presencia en la Copa Libertadores, siendo su máximo logró llegar a una semifinal; ha competido en la Copa Sudamericana diez veces.
La Liga de Fútbol del Tolima cuenta con categorías que van desde los 5 a los 50 años, y en las categoría infantiles y juveniles varios equipos del departamento. Han logrado la obtención de títulos de torneos a nivel nacional entre los de más valor está el Pony Fútbol cuya final es disputada en Medellín, también la Copa Samsung Sub-16 y el Campeonato Sub-19.
En los torneos profesionales de fútbol de salón, el Tolima Syscafe es el representante en la rama masculina y el equipo Pijaos Tolima en la rama femenina. Los partidos como local de estos equipos se realizan en el Coliseo Enrique Triana Castilla, donde también juega el equipo Estudiantes F.C. de la Liga Colombiana de Fútbol Sala.
Otras ligas destacadas del Departamento son la de taekwondo, hapkido, waterpolo, natación, baloncesto y esgrima, para la cual se ha hecho pocas gestiones por lograr un equipo que compita en la copa de Baloncesto de Colombia.
La ciudad ha sido punto de llegada y de partida en el ciclismo de montaña como la Vuelta a Colombia o el Clásico RCN, donde a menudo se va hacia el Alto de La Línea.

## Estructura organizacional municipal
| Ibagué       | Ibagué      | Ibagué                     |
| Departamento | Código DANE | Categoría municipal (2022) |
| ------------ | ----------- | -------------------------- |
| Tolima       | 73001       | Primera                    |

- Personería: Es un centro del Ministerio Público de Colombia que ejerce, vigila y hace control sobre la gestión de las alcaldías y entes descentralizados; velan por la promoción y protección de los derechos humanos; vigilan el debido proceso, la conservación del medio ambiente, el patrimonio público y la prestación eficiente de los servicios públicos, garantizando a la ciudadanía la defensa de sus derechos e intereses.

- Concejo Municipal: Se regulan por los reglamentos internos de la corporación en el marco de la Constitución Política Colombiana (artículo 313) y las leyes, en especial la Ley 136 de 1994 y la Ley 1551 de 2012.

Constituido por 19 concejales por un periodo de 4 años.
- Alcaldía Municipal: En esta se encuentra la administración municipal y las entidades descentralizadas del municipio.

|                    |
| Alcaldía de Ibagué |

El Alcalde se pronuncia mediante decretos y se desempeña como representante legal, judicial y extrajudicial del municipio. El actual Alcalde municipal es Johanna Aranda (2024-2027), elegido por voto popular.
- 'JAL'.

## Servicios públicos
- Energía Eléctrica: Celsia, es la empresa prestadora del servicio de energía eléctrica.
- Gas Natural: Alcanos de Colombia es la empresa distribuidora y comercializadora de gas natural en el municipio.

## Seguridad
A cargo de la seguridad ciudadana está la Policía Nacional de Colombia y a su vez la Policía Metropolitana de Ibagué (METIB), que es una Unidad de Policía ubicada y con jurisdicción en cada una de las ocho principales metrópolis del país: (Bogotá, Valle de Aburrá, Cali, Barranquilla, Cartagena, Ibagué, Bucaramanga y Centro Occidente). Es comandado por un Coronel o un Brigadier General que particularmente presta el servicio a su área metropolitana conformada por Ibagué, Alvarado, Cajamarca y Piedras, distribuidos en 28 Comandos de Atención Inmediata (CAI), dispuestos en las 13 comunas y organizados en las estaciones del centro, sur y norte de la ciudad.
Los índices de seguridad en Ibagué se encuentran en el orden de la media nacional.
Durante los últimos años, Ibagué ha contado con un pie de fuerza de 550 efectivos de manera permanente y 120 efectivos más en operaciones especiales a través del apoyo de la Fuerza de Control Urbano – FUCUR.